# モルダヴィア・ソビエト社会主義共和国

モルダヴィア・ソビエト社会主義共和国
Република Советикэ Сочиалистэ Молдовеняскэ（モルドバ語）
Молда́вская Сове́тская Социалисти́ческая Респу́блика（ロシア語）

国の標語: Пролетарь дин тоате цэриле, униць-вэ!（モルドバ語）
万国の労働者よ、団結せよ！国歌: 
Имнул де Стат ал Република Советикэ Сочиалистэ  Молдовенешть（モルドバ語）
モルダヴィア・ソビエト社会主義共和国国歌

 
モルダヴィア・ソビエト社会主義共和国の位置

モルダヴィア・ソビエト社会主義共和国（モルダヴィア・ソビエトしゃかいしゅぎきょうわこく、モルドバ語: Република Советикэ Сочиалистэ Молдовеняскэ、ルーマニア語: Republica Sovietică Socialistă Moldovenească、ロシア語: Молда́вская Сове́тская Социалисти́ческая Респу́блика、英語: Moldavian Soviet Socialist Republic、略称モルダヴィアSSR）は、ソビエト連邦構成共和国の一つ。
一部からはソビエト・モルダヴィアの名前で呼ばれることもある。現在のモルドバ共和国、沿ドニエストル共和国（国際的に独立は未承認）にあたる。

## 歴史

### 成立と第二次世界大戦
前身はウクライナ・ソビエト社会主義共和国（ウクライナSSR）内の自治共和国であったモルダヴィア自治ソビエト社会主義共和国（モルダヴィアASSR）である。モルダヴィアASSRはドニエストル川東岸を領土としていたが、当時ルーマニア王国領であったドニエストル川西岸のベッサラビア地方の領有権を主張しており、1939年に結ばれた独ソ不可侵条約の秘密議定書ではベッサラビアをソビエト連邦の勢力下に置くことが確認された。秘密議定書に基づき1940年6月28日にソビエト連邦はルーマニア領のベッサラビア地方とブコヴィナ地方北部を占領した（ソビエト連邦のベッサラビアおよびブコヴィナ地方北部の占領）。占領地はウクライナSSRとモルダヴィアASSRに分配されたあと、モルダヴィアASSRは1940年8月2日にウクライナSSRから分離し、モルダヴィア・ソビエト社会主義共和国（モルダヴィアSSR）として連邦構成共和国へ昇格した。
一方、領土を大きく削られたルーマニアでは国民の政府への不満が高まり、1940年9月6日にクーデターが発生し国王カロル2世が追放され、まもなくドイツの侵攻をうけ親独政権が樹立された。ルーマニア王国は日独伊三国同盟に加盟し、1941年6月22日に始まったバルバロッサ作戦では枢軸国としてソビエト連邦侵攻に参加し、「失地の奪還」に成功した（第二次世界大戦下のルーマニアも参照）。これによりモルダヴィアSSRは一時消滅し、ルーマニアは同地にトランスニストリア県を設置した。戦況は当初枢軸国が優位ではあったが、やがて劣勢となり始め、ルーマニアは1944年8月23日にソビエト連邦の攻撃を受け降伏した（ヤッシー＝キシナウ攻勢）。ルーマニアは占領した領土をソビエト連邦へ返還し、モルダヴィアSSRが復活した。

### 消滅
1980年代後半からソビエト連邦各地で民族主義が高まると、モルダヴィアSSRでも各民族が運動を行うようになった。最大の住民であるモルドバ人はベッサラビア地方に多く居住しており、1940年代まではルーマニア領であったことから、言語・民族性はルーマニアと変わらない。そのためルーマニアとの再統合を望むようになり、地名をロシア語からルーマニア語へ戻したり、国旗をルーマニアに類似したデザインに変更するといった、民族主義的な政策が実施された。一方でドニエストル川東岸のロシア系住民は再統合に反対し、1990年9月2日に沿ドニエストル共和国としてモルダヴィアSSRからの独立を宣言した。またベッサラビア地方（モルダヴィアSSR南部）ではテュルク系のガガウズ人が1990年8月19日にガガウズ共和国として独立を宣言し、モルダヴィアSSRは分裂の危機に陥った。
1991年8月27日、モルダヴィアSSRはモルドバ共和国として独立を宣言した。ソビエト連邦政府からは承認されなかったが、12月26日のソビエト連邦の崩壊によって独立は事実上達成された。沿ドニエストル共和国はモルドバと戦争になったがこれを撃退し、独立を維持することに成功した。ガガウズ共和国は独立運動が行き詰まり、1995年6月19日にガガウズ自治区としてモルドバに復帰した。
なお沿ドニエストル共和国はソビエト連邦憲法の保持を宣言しており、モルダヴィアSSRの国旗を継承して現在も使用している。

## 住民
| 民族構成（1989年） | 民族構成（1989年） | 民族構成（1989年） | 民族構成（1989年） | 民族構成（1989年） |
| ------------------ | ------------------ | ------------------ | ------------------ | ------------------ |
|                    |                    |                    |                    |                    |
| モルドバ人         | モルドバ人         |                    | 64.5%              | 64.5%              |
| ウクライナ人       | ウクライナ人       |                    | 13.8%              | 13.8%              |
| ロシア人           | ロシア人           |                    | 13.0%              | 13.0%              |
| ガガウズ人         | ガガウズ人         |                    | 3.5%               | 3.5%               |

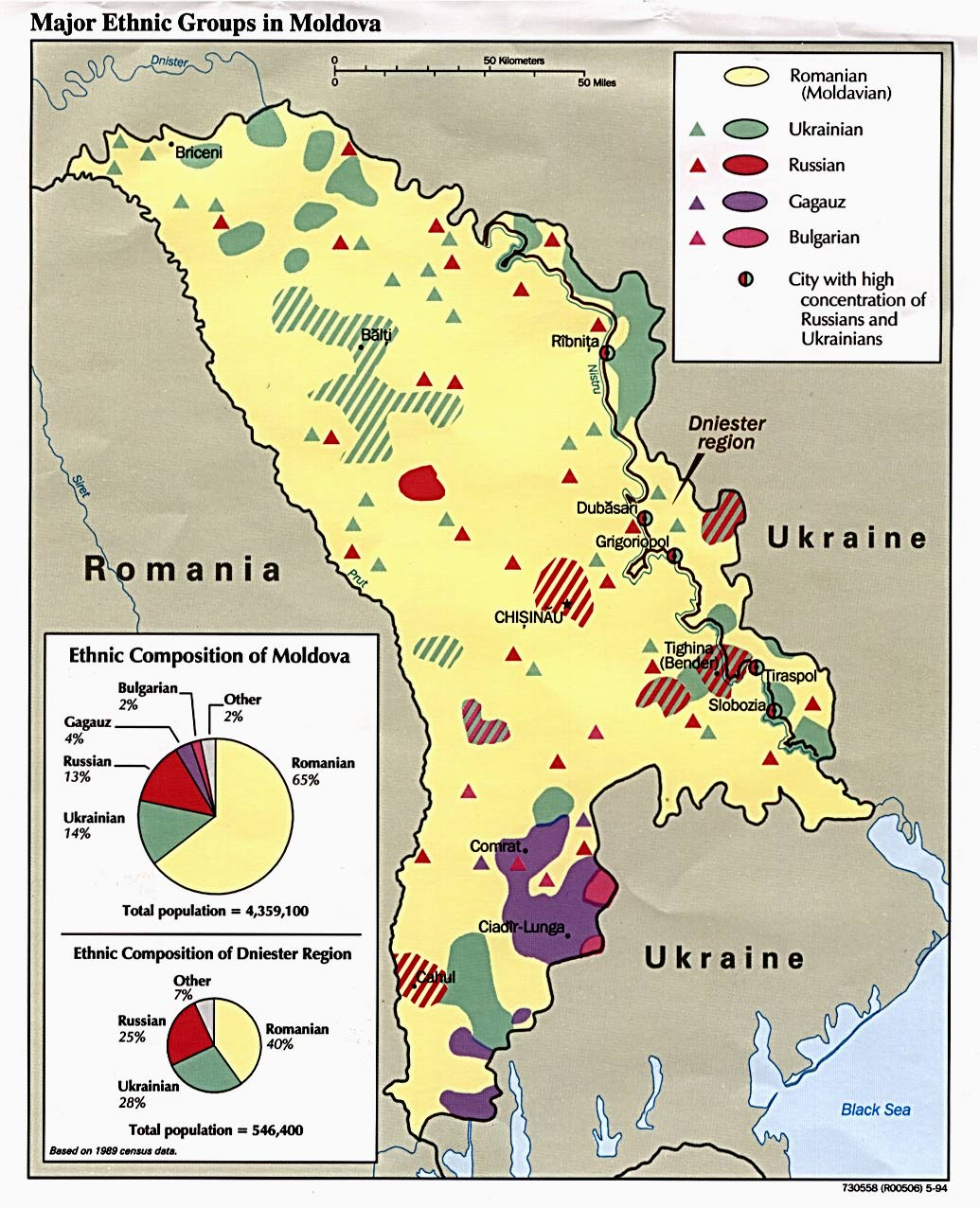
モルダヴィアSSRの民族分布（1989年）

モルダヴィアASSR時代には既に一定数のモルドバ人（ルーマニア人）は居たが、人口比率ではウクライナ人が最も多かった。モルダヴィアSSRはルーマニアのベッサラビア地方を併合したことから、人口比率は逆転しモルドバ人が過半数を占めるようになった。